# Toilettengroschen
Toilettengroschen sind  umgangssprachlich Geldmünzen, die der Reinigungskraft in 
öffentlichen Toiletten überlassen werden. Oft steht zur Entgegennahme ein Teller am Ausgang.
Hintergrund dieser Praxis sind Pachtverträge zwischen dem Eigentümer einer Toilettenanlage und dem Betreiber. In diesen wird oft vereinbart, dass der Pächter dem Verpächter zwar die ständige Reinigung, Betriebspflege und Hygienewartung schuldet, vom Verpächter dafür aber keine finanzielle Entschädigung bekommt. Dafür darf er allerdings von den Benutzern der Toiletten Trinkgelder oder freiwillige Beträge entgegennehmen. 
Diese freiwilligen Beträge unterliegen in Deutschland der Umsatzsteuer, wie der Bundesfinanzhof 2008 in einem Beschluss festgestellt hat: 

„Bemessungsgrundlage für die Reinigungsleistungen sind die vereinnahmten freiwilligen Nutzungsentgelte oder ‚Trinkgelder‘. Denn bei tauschähnlichen Umsätzen gilt der Wert jedes Umsatzes als Entgelt für den anderen Umsatz (§ 10 Abs. 2 Satz 2 UStG). Als Entgelt für die Reinigungsleistung ist danach der Wert der eingeräumten Möglichkeit, die freiwilligen Zahlungen der Toilettennutzer zu vereinnahmen, anzusetzen. Dieser Wert entspricht den tatsächlichen Zahlungen der Toilettennutzer.“

Es handelt sich beim Toilettengroschen also nicht um steuerfreies Trinkgeld, da dieser Groschen keine „aus privaten Motiven geleistete Schenkung, sondern ein freiwilliges Entgelt für die Toilettennutzung“ darstellt.